# Valča
Valča es un municipio del distrito de Martin en la región de Žilina, Eslovaquia, con una población estimada a final del año 2024 de 1802 habitantes.
Se encuentra ubicado al oeste de la región, cerca del curso alto del río Váh (cuenca hidrográfica del Danubio) y del parque nacional de Veľká Fatra.

## Demografía
| Año        | 1994 | 2004    | 2014    | 2024     |
| ---------- | ---- | ------- | ------- | -------- |
| Población  | 1409 | 1502    | 1630    | 1802     |
| Diferencia |      | +6,60 % | +8,52 % | +10,55 % |

| Año        | 2023 | 2024    |
| ---------- | ---- | ------- |
| Población  | 1804 | 1802    |
| Diferencia |      | −0,11 % |